# Dudhauli
Dudhauli (Nepali दुधौली) ist eine Stadt im Distrikt Sindhuli in der Provinz Bagmati in Nepal.
Die Stadt entstand Ende 2014 durch Zusammenlegung der Village Development Committees Dudhauli, Ladabhir und Tandi.
Dudhauli liegt an der indischen Grenze im östlichen Terai Nepals.
Das Stadtgebiet umfasst 89,1 km².

## Einwohner
Bei der Volkszählung 2011 hatten die VDCs, die sich zur Stadt Dudhauli zusammenschlossen, 24.944 Einwohner (davon 11.804 männlich) in 5239 Haushalten.